# روزهای تابستان، شب‌های تابستان
روزهای تابستان، شب‌های تابستان (انگلیسی: Summer Days, Summer Nights) یک فیلم کمدی-درام آمریکایی محصول سال ۲۰۱۸ به نویسندگی، کارگردانی و تهیه‌کنندگی ادوارد برنز است. در این فیلم پیکو الکساندر، زوئی لوین، سوزان میسنر، لیندزی مورگان، آنتونی راموس، جان رودنیتسکی، آمادئوس سرافینی، کیتلین استیسی و ریتا وولک بازی می‌کنند. فیلمبرداری این فیلم در سال ۲۰۱۷ انجام شد.
اولین نمایش جهانی این فیلم در جشنواره فیلم ترایبکا در ۲۷ آوریل ۲۰۱۸ بود. این فیلم در ۲۴ اوت ۲۰۲۱ توسط آمریکن اینترنشنال پیکچرز منتشر شد.

## داستان
داستان فیلم در تابستان ۱۹۸۲ (۱۳۶۱) در لانگ آیلند می‌گذرد. این فیلم گروهی از مردم محلی را دنبال می‌کند که روابط و رشد شخصی خود را تعقیب می‌کنند. جی جی فلین (پیکو الکساندر) برای پدرش کار می‌کند و عاشق دبی (لیندزی مورگان) می‌شود، در حالی که فرانکی (آنتونی راموس) دوباره با یک عشق قدیمی به نام سوزی (کیتلین استیسی) ارتباط برقرار می‌کند. این فیلم زندگی متقاطع این جوانان را در حالی که با پایان تابستان و شروع بزرگسالی روبرو می‌شوند، به تصویر می‌کشد.